# 청도박물관
청도박물관은 경상북도 청도군의 박물관이다.

## 관람 안내
관람 시간
휴관일